# Pat Moran McCoy
Pat Moran McCoy (Enid, 1934.–) amerikai dzsesszzongorista.

## Pályakép
12 éves korában már előadta Felix Mendelssohn 2. sz. zongoraversenyét.
Zongorázni a Cincinnati Conservatory-ban, a Phillips University-n, majd a  Cincinnati Conservatory of Music-on tanult. Koncertzongoristaként kezdte a pályát, de hamarosan a dzsessz felé fordult. Létrehozta a Pat Moran Quartetet, majd triót. Chicagoban, New Yorkban, a Birdland dzsesszklub és a Blue Note Records koncertjein játszottak.

## Díjai, elismerései
- 2018: Oklahoma Jazz Hall of Fame.

## Lemezek
- The Pat Moran Quartet (1957)
- The Pat Moran Quartet While at Birdland (1957)
- Beverly Kelly Sings with the Pat Moran Trio (2009)
- The Gospel Truth (1997)
- Jesus in Paris (2001)
- Pat Moran: Complete Trio Sessions (2007)
- That Swing Thing! (1961)